# Томсон, Грэм
Сэр Грэм Томсон (англ. Sir Graeme Thomson; 9 августа 1875 — 28 сентября 1933) — британский колониальный чиновник, в разное время губернатор Цейлона, Британской Гвианы, Генерал-губернатор Нигерии.

## Биография
Образование получил в Винчестерском колледже и Новый колледж (New College) Оксфордского университета. С 1900 года — на государственной службе. После Агадирского кризиса накануне Первой мировой войны, участвовал в быстрой отправке Британских экспедиционных сил во Францию.
Вскоре после начала войны получил быстрое повышение по службе: от старшего чиновника британского Адмиралтейства до заместителя гражданского директора по транспорту в сентябре 1914 года и до директора по транспорту в декабре 1914 г. Уинстон Черчилль похвалил его после того, как более миллиона солдат было перемещено на континент.
В 1917 году он был назначен руководителем Управления судоходства Министерства судоходства при адмиралтействе. После окончания войны это ведомство было ликвидировано и Томсон получил назначение на работу в Колониальную службу.
В 1919 году стал секретарём губернаторства Цейлона, затем в 1923 г. назначен губернатором Британской Гвианы, в 1925 году — Генерал-губернатор Нигерии, а в 1931 году — губернатором Цейлона.
Умер в Адене по дороге на родину.